# Újbuda Rebels
Gli Újbuda Rebels sono stati una squadra di football americano di Budapest, in Ungheria; fondati nel 2008 in seguito alla chiusura dei North Pest Vipers, nel 2014 si fusero con i Budapest Cowboys per fondare i Budapest Cowbells; hanno vinto il campionato nazionale 2014.

## Dettaglio stagioni

### Tornei nazionali

#### Campionato

##### Divízió I (primo livello)/HFL
| Stagione | regular season | regular season | regular season | regular season | regular season | regular season | playoff | playoff | playoff | playoff | playoff | playoff    | playoff            |
|          | Vin            | Par            | Per            | Tot            | PF             | PS             | Vin     | Per     | Tot     | PF      | PS      | risultato  | avversaria         |
| -------- | -------------- | -------------- | -------------- | -------------- | -------------- | -------------- | ------- | ------- | ------- | ------- | ------- | ---------- | ------------------ |
| 2010     | 5              | 0              | 1              | 6              | 183            | 56             | 0       | 1       | 1       | 7       | 17      | Semifinale | Budapest Wolves    |
| 2011     | 6              | 0              | 0              | 6              | 204            | 69             | 0       | 1       | 1       | 13      | 23      | Semifinale | Nyíregyháza Tigers |
| 2012     | 1              | 0              | 2              | 3              | 59             | 82             | -       | -       | -       | -       | -       | -          | -                  |
| 2013     | 1              | 0              | 3              | 4              | 124            | 182            | -       | -       | -       | -       | -       | -          | -                  |
| 2014     | 4              | 0              | 2              | 6              | 166            | 122            | 1       | 0       | 1       | 19      | 9       | Campioni   | Budapest Wolves    |
| Totale   | 17             | 0              | 8              | 25             | 736            | 511            | 1       | 2       | 3       | 39      | 49      |            |                    |

Fonti: Enciclopedia del Football - A cura di Massimo Mezzetti

##### Divízió III/Divízió II (terzo livello)
| Stagione | regular season | regular season | regular season | regular season | regular season | regular season | playoff | playoff | playoff | playoff | playoff | playoff          | playoff               |
|          | Vin            | Par            | Per            | Tot            | PF             | PS             | Vin     | Per     | Tot     | PF      | PS      | risultato        | avversaria            |
| -------- | -------------- | -------------- | -------------- | -------------- | -------------- | -------------- | ------- | ------- | ------- | ------- | ------- | ---------------- | --------------------- |
| 2009     | 4              | 0              | 0              | 4              | 197            | 0              | 2       | 0       | 2       | 94      | 10      | Campioni         | Jászberény Wolverines |
| 2012     | 5              | 0              | 0              | 5              | 149            | 38             | 1       | 1       | 2       | 44      | 47      | Duna Bowl        | Budapest Cowboys 2    |
| 2013     | 6              | 0              | 0              | 6              | 208            | 82             | 1       | 1       | 2       | 32      | 62      | Duna Bowl        | Újpest Bulldogs       |
| 2014     | 1              | 0              | 3              | 4              | 87             | 108            | 1       | 1       | 2       | 21      | 42      | Quarti di finale | Miskolc Renegades     |
| Totale   | 16             | 0              | 3              | 19             | 641            | 228            | 5       | 3       | 8       | 191     | 161     |                  |                       |

Fonti: Enciclopedia del Football - A cura di Massimo Mezzetti

### Tornei internazionali

#### IFAF CEI Interleague
| Stagione | regular season | regular season | regular season | regular season | regular season | regular season | playoff | playoff | playoff | playoff | playoff | playoff   | playoff    |
|          | Vin            | Par            | Per            | Tot            | PF             | PS             | Vin     | Per     | Tot     | PF      | PS      | risultato | avversaria |
| -------- | -------------- | -------------- | -------------- | -------------- | -------------- | -------------- | ------- | ------- | ------- | ------- | ------- | --------- | ---------- |
| 2013     | 1              | 0              | 4              | 5              | 74             | 183            | -       | -       | -       | -       | -       | -         | -          |
| Totale   | 1              | 0              | 4              | 5              | 74             | 183            | -       | -       | -       | -       | -       |           |            |

Fonti: Enciclopedia del Football - A cura di Massimo Mezzetti

### Riepilogo fasi finali disputate
| Anno             | Luogo | Evento      | Fase del torneo  | Incontro                              | Risultato |
| 5 luglio 2009    |       | Divízió III | Duna Bowl        | Újbuda Rebels - Jászberény Wolverines | 33 - 0    |
| 2 ottobre 2010   |       | Divízió I   | Semifinale       | Budapest Wolves - Újbuda Rebels       | 17 - 7    |
| 2 luglio 2011    |       | Divízió I   | Semifinale       | Újbuda Rebels - Nyíregyháza Tigers    | 13 - 23   |
| 14 luglio 2012   |       | Divízió II  | Duna Bowl        | Budapest Cowboys 2 - Újbuda Rebels 2  | 33 - 7    |
| 13 luglio 2013   |       | Divízió II  | Duna Bowl        | Újpest Bulldogs - Újbuda Rebels 2     | 41 - 6    |
| 2014             |       | Divízió II  | Quarti di finale | Miskolc Renegades - Újbuda Rebels 2   | 42 - 0    |
| 15 novembre 2014 |       | HFL         | Hungarian Bowl   | Budapest Wolves - Újbuda Rebels       | 9 - 19    |

## Palmarès
- 1 Hungarian Bowl (2014)
- 1 Duna Bowl (2009)